# Collegio Araldico
Collegio Araldico (Istituto Araldico Romano) er en italiensk institution for forskning i heraldik og genealogi, beliggende i Rom.  Oprindeligt grundlagt 1853 som Istituto Araldico Romano og siden 1858 godkendt som en pavelig institution for heraldik og genealogi. [kilde mangler]
Collegio Araldico er organiseret som et kollegium, hvortil man skal indvælges. Institutionens præsident var i mange år H.K.H. Prins Amedeo af Savoyen, Hertug af Aosta, grandnevø af Italiens sidste konge, Umberto 2. af Italien. [kilde mangler]
Collegio Araldico har siden 1910 udgivet den italienske adelskalender "Libro d'Oro", samt siden 1903 tidsskriftet "Rivista Araldica". [kilde mangler]

## Danske medlemmer
Kun få danskere har været indvalgt som medlemmer af kollegiet. [kilde mangler]
- H. R. Hiort-Lorenzen [kilde mangler]
- Peter Kurrild-Klitgaard (consultore pro lingua scandinava) [kilde mangler]
- E.O. greve Oberbech-Clausen til Voergård [kilde mangler]